# Alex Baldaccini
Alex Baldaccini, né le 3 avril 1988 à San Giovanni Bianco, est un coureur de fond italien spécialisé en course en montagne et en raquette à neige. Il est double champion du monde de raquette à neige et a remporté la Coupe du monde de course en montagne 2017.

## Biographie
Il commence la course à pied en 1997 et se met à la compétition en 2000 en prenant part à une course de cross-country à Bondo Petello. Très vite, il se passionne pour les aspects techniques du sport et cherche à s'améliorer. Il découvre la course en montagne en 2006.
En 2007, il devient champion junior d'Italie de course en montagne et est sélectionné dans l'équipe nationale junior. Il termine septième junior aux championnats d'Europe de course en montagne à Cauterets et décroche la médaille de bronze par équipes. Deux mois plus tard, il remporte également le bronze par équipes au classement junior du Trophée mondial de course en montagne à Ovronnaz avec une 16e place.
Il entre à l'université en 2008 et délaisse momentanément la compétition. Il fait son retour en 2011 et décide de suivre des cours du soir pour poursuivre en parallèle ses études de masseur médical. Il est appelé pour remplacer un athlète malade aux championnats d'Europe de course en montagne à Bursa et termine sixième, finalement classé cinquième après la disqualification du Portugais José Gaspar,.
Il se révèle en 2012. Tout d'abord en début d'année en raquette à neige, il termine troisième à la Ciaspolada puis remporte la victoire à la Racchettinvalle. Il termine troisième à la montée du Grand Ballon, remporte la Scalata dello Zucco avec un nouveau record du parcours en 1 h 1 min 18 s, termine sixième aux championnats du monde de course en montagne à domicile. En fin de saison, il remporte la course de Šmarna Gora en établissant le record du parcours en 41 min 32 s et se classe deuxième du Grand Prix WMRA. Il termine troisième du Trophée Vanoni avec Vincenzo Milesi et Francesco Della Torre en établissant un nouveau record individuel du parcours en 28 min 21 s puis est élu athlète européen du mois d'octobre 2012 par l'EAA. Il termine 58e junior aux championnats d'Europe de cross-country et décroche la médaille de bronze par équipes.
Il commence sa saison 2013 en remportant la victoire aux championnats du monde de raquette à neige. Peu avant les championnats d'Europe de course en montagne à Borovets, il tombe malade et est fiévreux. Il parvient néanmoins à décrocher la médaille d'argent ainsi que l'or par équipes,. Il termine onzième aux championnats du monde de course en montagne et décroche l'argent par équipes. Il termine à nouveau deuxième du Grand Prix WMRA. Il termine ses études de masseur médical en juin puis entre à l'université de l'Insubrie en octobre pour poursuivre des études de physiothérapie.
En 2014, il termine dixième aux championnats du monde universitaires de cross-country à Entebbe. Il connait une saison de course en montagne en dents de scie avec une 20e place aux championnats d'Europe et une 35e place aux championnats du monde. Il remporte une nouvelle victoire à la Scalata dello Zucco, termine sur le podium à Muttersberg et à Šmarna Gora, ce qui lui permet de terminer troisième de la Coupe du monde de course en montagne. Il est victime de sa première blessure sérieuse en novembre.
Il passe ensuite le début de l'année 2015 en convalescence puis reprend l'entraînement en mars. Après quelques essais infructeux, il termine deuxième au Trophée Nasego en mai puis monte sur la troisième marche du podium aux championnats d'Europe à Porto Moniz. En septembre, il termine douzième aux championnats du monde et remporte l'or par équipes.
En 2016, il remporte à nouveau la victoire à la Ciaspolada. Il manque ensuite de préparation et rate les qualifications pour les championnats d'Europe. Il termine neuvième championnats du monde et décroche la médaille d'argent par équipes.
En 2017, il termine troisième à la montée du Grand Ballon puis remporte la victoire au Mémorial Partigiani Stellina. Avec l'exclusion du classement de Petro Mamu à la suite de son contrôle antidopage, il se retrouve en tête du classement de la Coupe du monde. Il termine sur le podium de la course de montagne du Hochfelln puis termine sixième à la finale à Šmarna Gora, lui permettant de remporter la coupe.
Depuis 2017, il possède son propre cabinet de physiothérapie à San Pellegrino Terme.
Le 2 mars 2024, il prend à nouveau part aux championnats du monde de raquette à neige courus à Fuente Dé. Il mène la course du début à la fin pour remporter son second titre, onze ans après le premier. Il devance de près de deux minutes, l'un des favoris, le Français Stéphane Ricard.

## Palmarès

### Course en montagne
| no  | masculin           | Course                                      | Longueur | Départ            | Temps           |
| --- | ------------------ | ------------------------------------------- | -------- | ----------------- | --------------- |
| 2e  | Médaille d'argent  | Course du Snowdon                           | 16,1 km  | 24 juillet 2010   | 1 h 9 min 11 s  |
| 5e  | 5e                 | Championnats d'Europe de course en montagne | 12 km    | 10 juillet 2011   | 1 h 0 min 25 s  |
| 6e  | 6e                 | Championnats du monde de course en montagne | 14,1 km  | 2 septembre 2012  | 1 h 4 min 59 s  |
| 3e  | Médaille de bronze | Drei Zinnen Alpine Run                      | 17,5 km  | 9 septembre 2012  | 1 h 29 min 33 s |
| 1re | Médaille d'or      | Course de Šmarna Gora                       | 10 km    | 6 octobre 2012    | 41 min 32 s     |
| 3e  | Médaille de bronze | Montée du Grand Ballon                      | 13,2 km  | 2 juin 2013       | 1 h 1 min 1 s   |
| 1re | Médaille d'or      | Neirivue-Moléson                            | 10,6 km  | 16 juin 2013      | 1 h 3 min 31 s  |
| 2e  | Médaille d'argent  | Championnats d'Europe de course en montagne | 11,8 km  | 6 juillet 2013    | 57 min 35 s     |
| 3e  | Médaille de bronze | Castle Mountain Running                     | 13,5 km  | 21 juillet 2013   | 59 min 6 s      |
| 3e  | Médaille de bronze | Course de montagne du Grintovec             | 9,6 km   | 28 juillet 2013   | 1 h 25 min 8 s  |
| 3e  | Médaille de bronze | Course de Šmarna Gora                       | 10 km    | 5 octobre 2013    | 41 min 59 s     |
| 2e  | Médaille d'argent  | Course du Muttersberg                       | 8,46 km  | 8 juin 2014       | 48 min 39 s     |
| 3e  | Médaille de bronze | Mémorial Partigiani Stellina                | 11 km    | 24 août 2014      | 1 h 7 min 6 s   |
| 3e  | Médaille de bronze | Course de Šmarna Gora                       | 10 km    | 4 octobre 2014    | 45 min 5 s      |
| 2e  | Médaille d'argent  | Trophée Nasego                              | 20,6 km  | 17 mai 2015       | 1 h 33 min 25 s |
| 3e  | Médaille de bronze | Championnats d'Europe de course en montagne | 11,85 km | 4 juillet 2015    | 1 h 2 min 56 s  |
| 1re | Médaille d'or      | Mémorial Partigiani Stellina                | 11 km    | 23 août 2015      | 1 h 6 min 13 s  |
| 2e  | Médaille d'argent  | Course de Šmarna Gora                       | 10 km    | 3 octobre 2015    | 42 min 50 s     |
| 3e  | Médaille de bronze | Kilomètre vertical Chiavenna-Lagùnc         | 3,3 km   | 11 octobre 2015   | 33 min 5 s      |
| 9e  | 9e                 | Championnats du monde de course en montagne | 12,5 km  | 11 septembre 2016 | 1 h 5 min 36 s  |
| 3e  | Médaille de bronze | Montée du Grand Ballon                      | 13,2 km  | 11 juin 2017      | 1 h 2 min 32 s  |
| 1re | Médaille d'or      | Mémorial Partigiani Stellina                | 11 km    | 27 août 2017      | 1 h 5 min 39 s  |
| 3e  | Médaille de bronze | Course de montagne du Hochfelln             | 8,9 km   | 24 septembre 2017 | 44 min 28 s     |
| 3e  | Médaille de bronze | Trofeo Ciolo                                | 11,7 km  | 26 septembre 2021 | 51 min 23 s     |
| 3e  | Médaille de bronze | Lavaredo 20K                                | 20 km    | 22 juin 2023      | 1 h 33 min 35 s |
| 3e  | Médaille de bronze | Montemuro Vertical Run                      | 10,4 km  | 2 juillet 2023    | 57 min 26 s     |
| 1re | Médaille d'or      | Stralivigno                                 | 21 km    | 20 juillet 2024   | 1 h 17 min 53 s |

### Raquette à neige
| no  | masculin           | Course                                    | Longueur | Départ          | Temps       |
| --- | ------------------ | ----------------------------------------- | -------- | --------------- | ----------- |
| 3e  | Médaille de bronze | La Ciaspolada                             | 8 km     | 6 janvier 2012  | 23 min 14 s |
| 1re | Médaille d'or      | Racchettinvalle                           | 10 km    | 12 février 2012 | 39 min 11 s |
| 1re | Médaille d'or      | Championnats du monde de raquette à neige | 5,6 km   | 20 janvier 2013 | 19 min 55 s |
| 2e  | Médaille d'argent  | Championnats d'Europe de raquette à neige | 8 km     | 3 février 2013  | 31 min 33 s |
| 1re | Médaille d'or      | La Ciaspolada                             | 8 km     | 5 janvier 2014  | 23 min 40 s |
| 1re | Médaille d'or      | La Ciaspolada                             | 8 km     | 6 janvier 2016  | 25 min 2 s  |
| 2e  | Médaille d'argent  | La Ciaspolada                             | 5 km     | 6 janvier 2024  | 17 min 37 s |
| 1re | Médaille d'or      | Championnats du monde de raquette à neige | 8,5 km   | 2 mars 2024     | 44 min 4 s  |
| 2e  | Médaille d'argent  | La Ciaspolada                             | 5 km     | 6 janvier 2025  | 19 min 3 s  |

## Records
| Épreuve       | Performance    | Date            | Lieu    |
| ------------- | -------------- | --------------- | ------- |
| 3 000 mètres  | 8 min 51 s 90  | 20 août 2010    | Trente  |
| 5 000 mètres  | 14 min 58 s 67 | 18 juin 2010    | Pescara |
| 10 000 mètres | 30 min 11 s 32 | 18 mai 2013     | Ancône  |
| 10 kilomètres | 30 min 23 s    | 15 avril 2018   | Turin   |
| Semi-marathon | 1 h 8 min 13 s | 20 octobre 2013 | Crémone |